# Сколобов (Пулинский район)
Сколобов (укр. Сколобів) — село на Украине, находится в Пулинском районе Житомирской области.
Код КОАТУУ — 1825482206. Население по переписи 2001 года составляет 359 человек. Почтовый индекс — 12016. Телефонный код — 4131. Занимает площадь 1,91 км².

## Адрес местного совета
12015, Житомирская область, Пулинский р-н, с. Кошелевка, ул. Ленина, 19